# لا توربي
لا توربي (بالفرنسية: La Turbie)‏ هي بلدية فرنسية تقع في إقليم الألب البحرية من منطقة بروفنس ألب كوت دازور في جنوب شرق فرنسا. تبلغ مساحة هذه المدينة 7.42 (كم²)، وترتفع عن سطح البحر م، يبلغ عدد سكانها 3165 نسمة حسب إحصاء المعهد الوطني للإحصاء والدراسات الاقتصادية سنة 2009 م. وترأس Nicolas Bassani البلدية خلال فترة (2001-2008).

## وصلات خارجية
- صفحة البلدية على موقع المعهد الوطني للإحصاء والدراسات الاقتصادية